# کندو وانگچوک
کندو وانگچوک (انگلیسی: Khandu Wangchuk؛ زادهٔ ۲۴ نوامبر ۱۹۵۰) سیاستمدار، و دیپلمات اهل بوتان است. او دو دوره از سال ۲۰۰۱ تا ۲۰۰۲ و از ۲۰۰۶ تا ۲۰۰۷ نخست وزیر بود. وی در سال ۲۰۰۸ وزیر اقتصاد شد.